# توماش واشیلفسکی
توماش واشیلفسکی (لهستانی: Tomasz Wasilewski؛ زادهٔ ۲۶ سپتامبر ۱۹۸۰) یک کارگردان و فیلم‌نامه‌نویس اهل لهستان است.
فیلم ۲۰۱۶ میلادی وی با نام ایالات متحده عشق که در شصت و ششمین جشنواره بین‌المللی فیلم برلین به نمایش درآمد، جایزهٔ ٔخرس نقره‌ای برای بهترین فیلم‌نامهٔ این دوره را از آن خود کرد.